# Транзеге, Рудольф Рудольфович
Рудо́льф Рудо́льфович фон-Транзеге (16 июня 1858 — 12 января 1928) — чиновник Сената, сенатор (1913).

## Биография
Лютеранин. Из потомственных дворян Лифляндской губернии.
В 1882 году окончил юридический факультет Дерптского университета со степенью кандидата прав.
По окончании образования совершил путешествие по Западной Европе, в том числе по Италии и Франции. Вернувшись в Россию в 1883 году, состоял в течение шести месяцев кандидатом при Рижском ландгерихте.
В 1884 году был переведен в Санкт-Петербург, где служил сначала в 4-м, а затем в 3-м департаменте Сената. Здесь прошел все должности до должности секретаря включительно и в 1888 году был переведен в Межевой департамент на должность старшего секретаря. В 1892 году назначен был обер-секретарем, в 1894 — состоящим за обер-прокурорским столом, а в 1896 — исполняющим обязанности товарища обер-прокурора гражданского кассационного департамента. В 1900 году был утвержден в последней должности, а в 1906 году — произведен в действительные статские советники.
В 1907 году назначен был членом консультации при Министерстве юстиции учрежденной, с оставлением в занимаемой должности. В том же году ему была поручена ревизия Московского окружного суда. Состоял пожизненным членом благотворительного судебного общества при Министерстве юстиции.
6 мая 1913 года был назначен сенатором с производством в тайные советники и определен к присутствию в гражданском кассационном департаменте Сената.
Во время Гражданской войны был в плену у большевиков (в 1919 году в Риге). Затем выехал в Финляндию.
В 1920 году переехал в Берлин, с 1922 года был советником в Государственном бюро компенсаций (нем. Reichsentschädigungsamt). Позднее вернулся в Ригу.
Скончался в 1928 году. 

## Семья
Был женат на баронессе Анне фон-Вольф.

## Награды
- Орден Святого Станислава 2-й ст. (1896);
- Орден Святой Анны 2-й ст. (1898);
- Орден Святого Владимира 4-й ст. (1900);
- Орден Святого Владимира 3-й ст. (1909);
- Орден Святого Станислава 1-й ст. (1912).

- медаль «В память царствования императора Александра III»
- медаль «В память 300-летия царствования дома Романовых».